# Goran Petković
Goran Petković (Zagreb, 4. svibnja 1990.), hrvatski nogometaš.
Mladi napadač NK Zagreba je nogomet počeo trenirati u NK Zelengaju. Nakon jako dobrih utakmica u dresu Zelengaja skauti Zagreba su ga uočili i pozvali u klub.
Danas se ističe kao jedan od najvećih talenata kluba.
U sezoni 2006./2007. redovito je igrao prijateljske utakmice seniora. Svoj službeni debi u dresu Zagreba odigrao je u utakmici protiv NK Međimurja na Kranjčevićevoj.
Njegovi nastupi u mlađim selekcijama NK Zagreba (kadeti, juniori) privukli su pažnju inozemnih klubova. Nije Ćiro uzalud rekao da će biti najbolji napadač u Hrvatskoj.